# 푸미흥

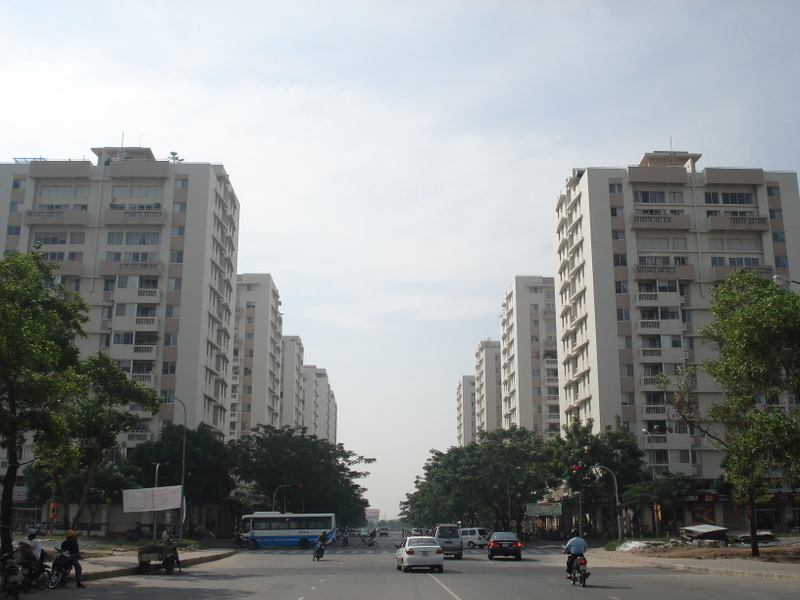
푸미흥 신도시

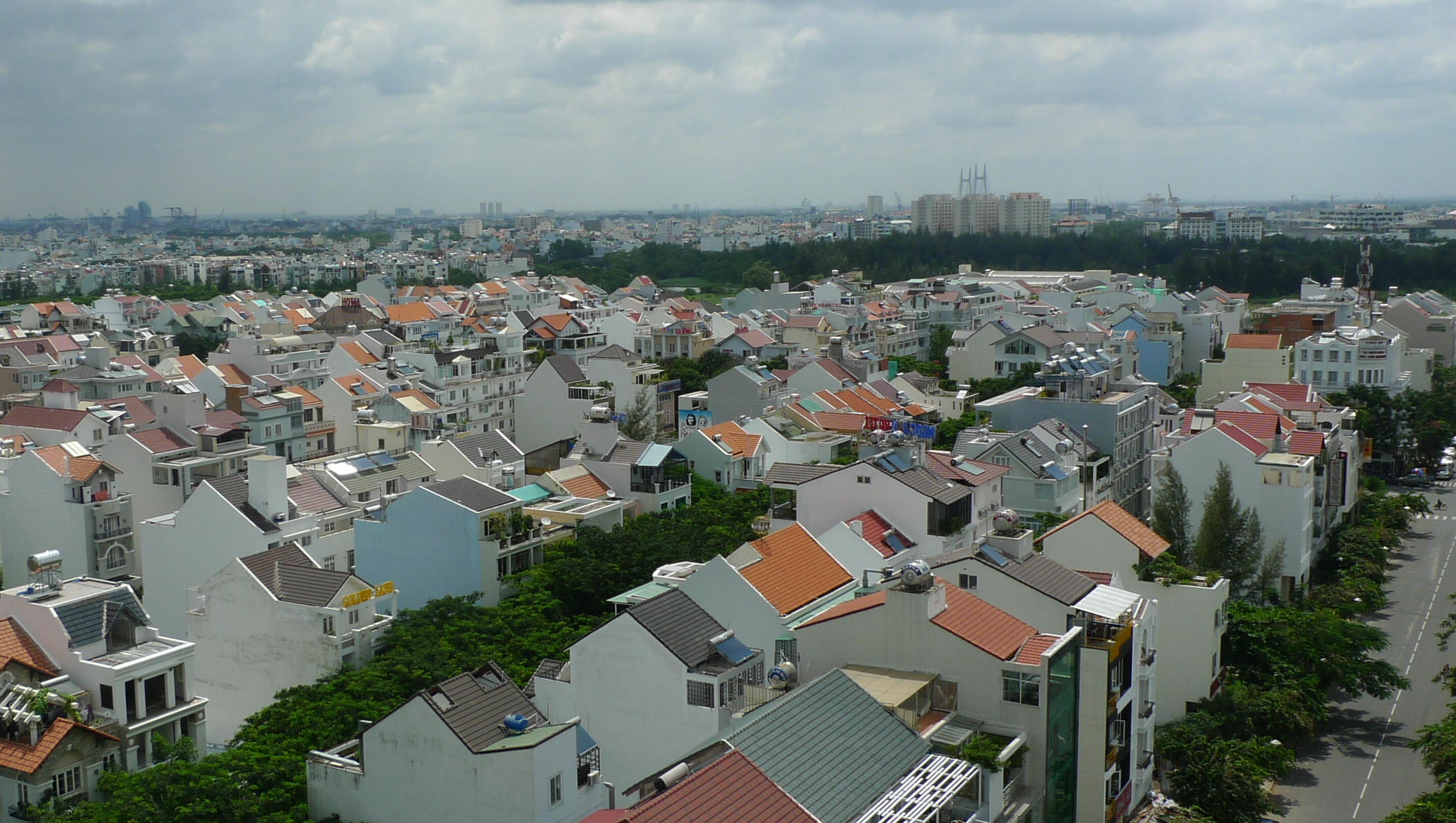
푸미흥 신도시

푸미흥 신도시(베트남어: Khu đô thị Phú Mỹ Hưng / 區都市富美興)는 베트남 호찌민시 7군에 위치한 신도시이다. 이곳은 1997년부터 베트남 - 대만 합작투자회사인 푸미흥 코퍼레이션에 의해 건설이 시작되었으며, 베트남의 현대식 신도시의 사례로 습지를 다기능 도시 지역으로 바꾼 곳이다. 이곳 푸미흥 신도시는 동남아시아에서 가장 큰 한국 국외 거주민 공동체 중 하나이다. 2630 헥타아르의 면적에 자리잡은 사이공 남부 마스터 플랜의 보기드문 성공 사례로 종종 인용되기도 한다. 사이공강 건너 반도 쪽에는 647 헥타아르 규모의 투티엠 신도시가 들어서고 있다.

## 편의시설
- RMIT 대학교 베트남
- 사이공 사우스 국제학교
- Lawrence S. Ting Memorial School
- 캐나다 국제학교 베트남
- 푸미흥 한국 국제학교
- 프랑코-베트남 병원
- 사이공 패러곤

## 갤러리

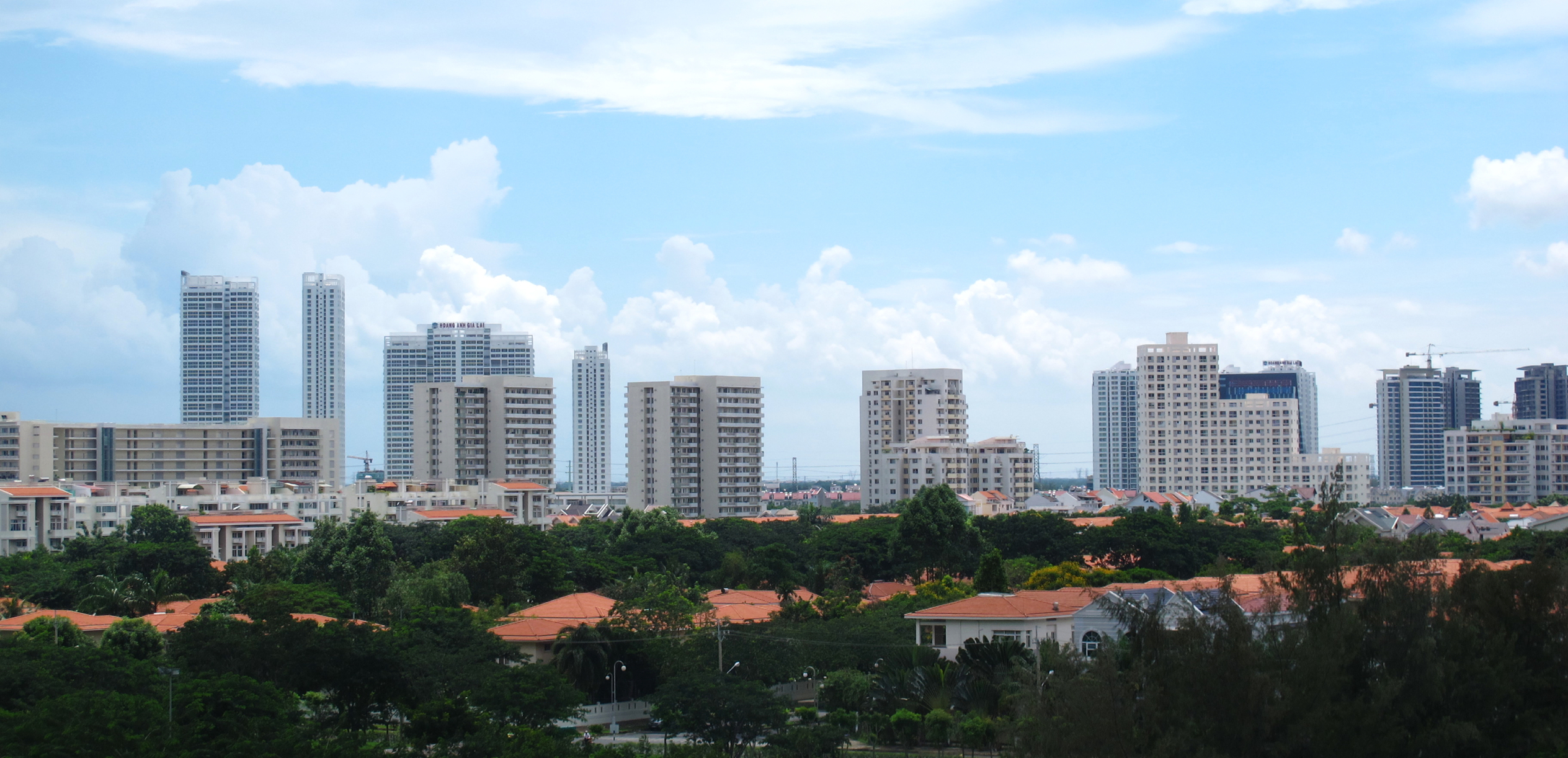
푸미흥 신도시 파노라마
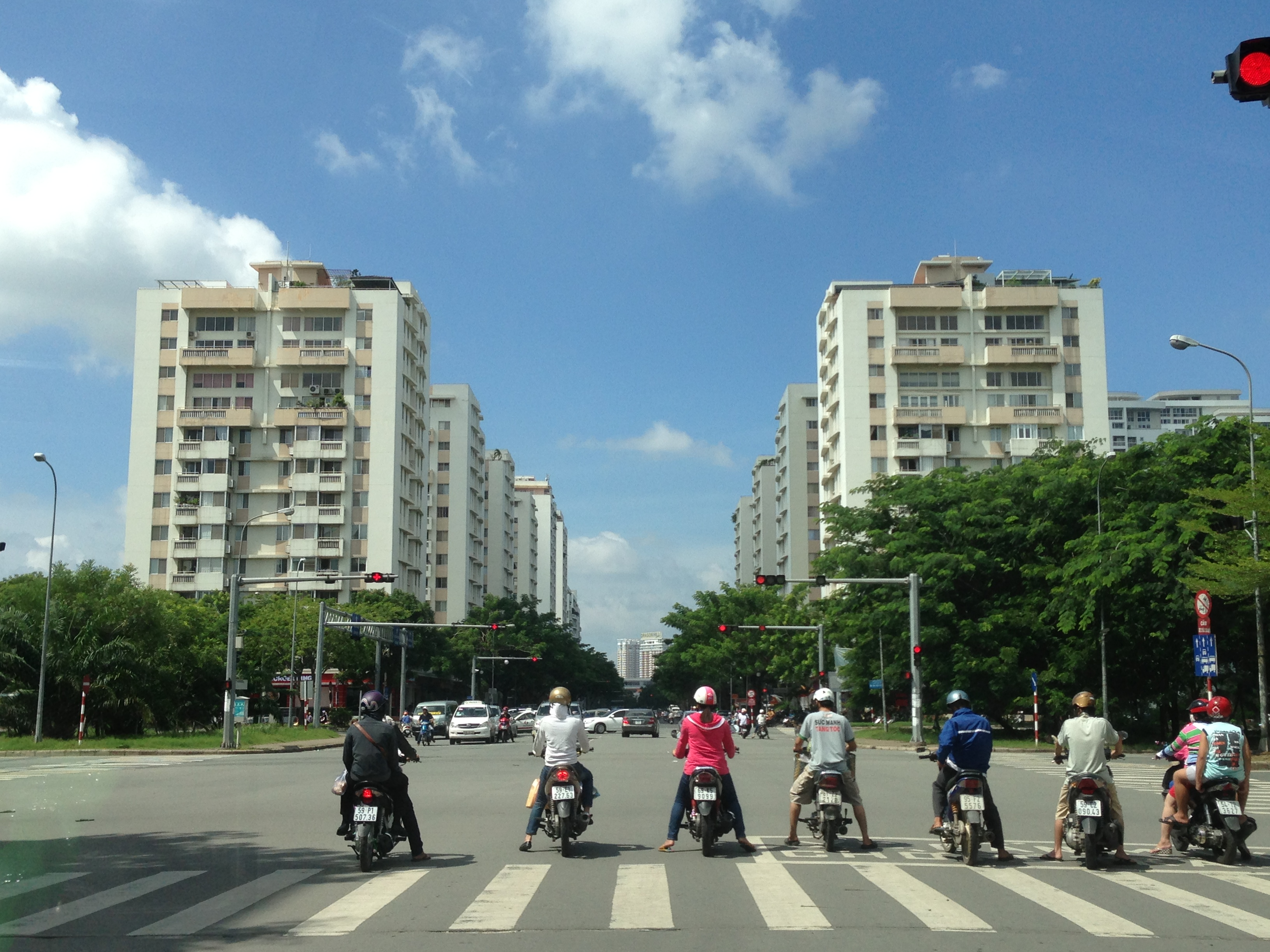
7군 푸미흥 입구
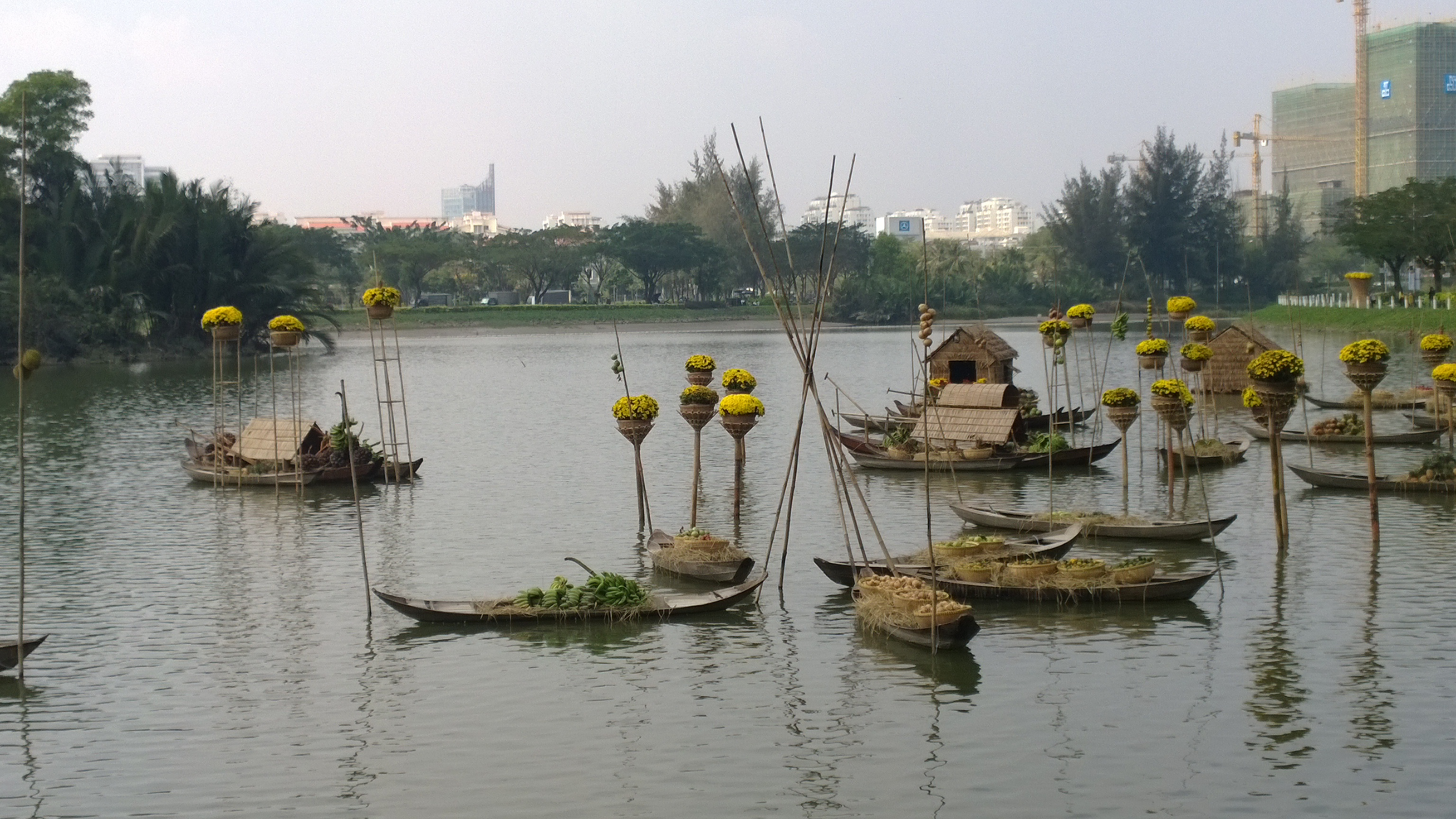
푸미흥 수상시장
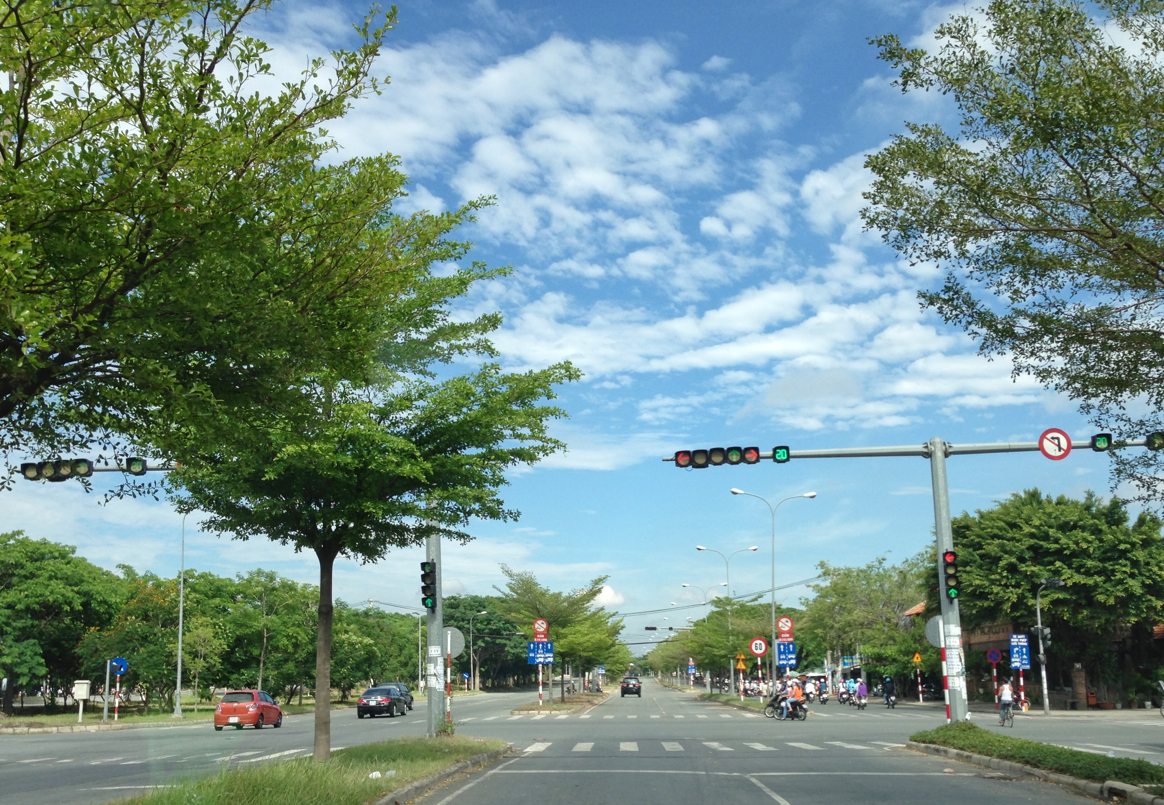
잘 정비된 도로
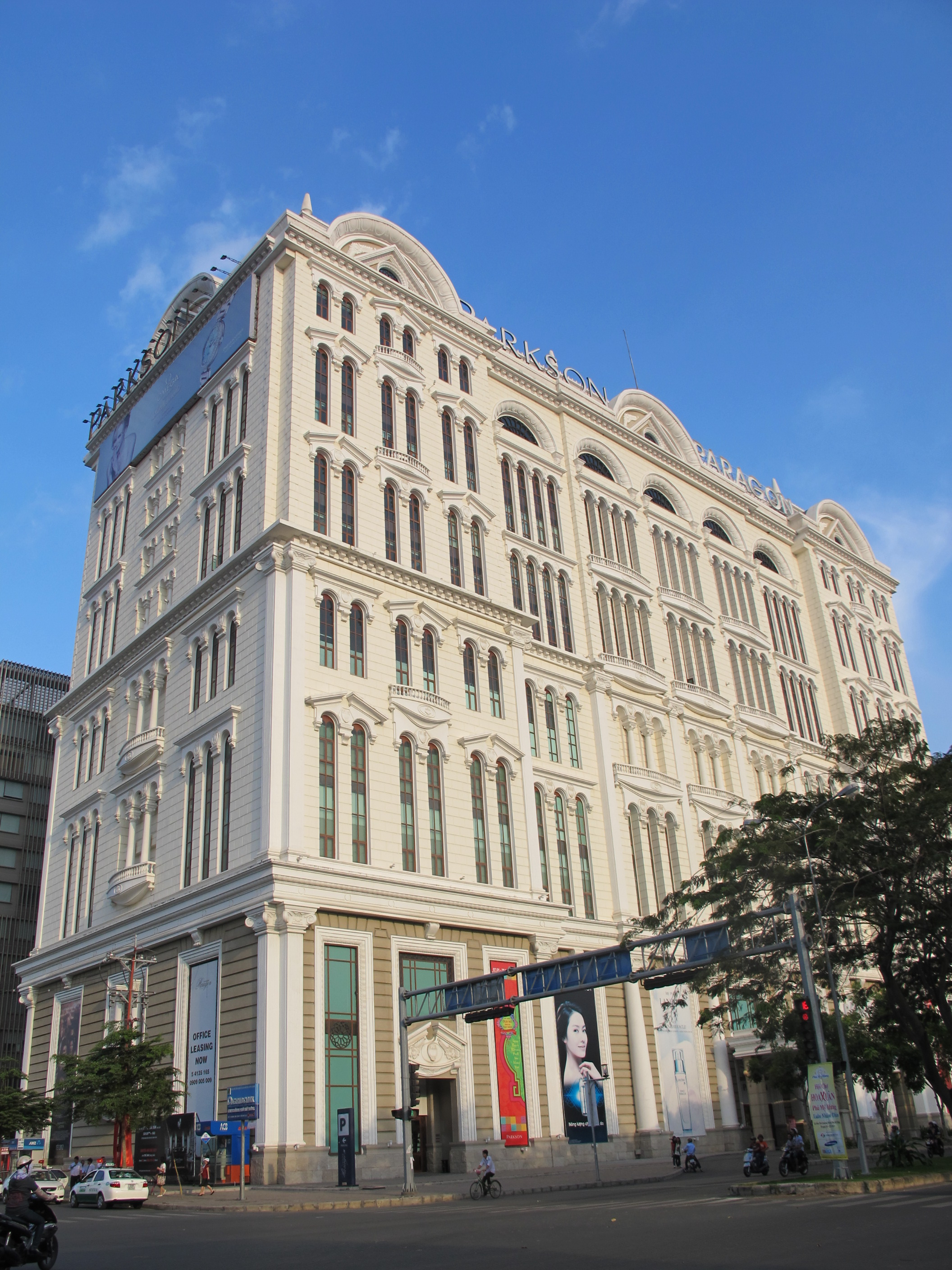
팍슨 파라곤